# Irving Saladino
Irving Saladino (* 23. Januar 1983 in Colón) ist ein panamaischer Leichtathlet, der 2007 Weltmeister und 2008 Olympiasieger im Weitsprung wurde.

## Leben
Bei den Juniorenweltmeisterschaften 2002 erreichte Saladino mit 7,30 m als Zehnter nicht den Endkampf im Weitsprung. 2003 in Barquisimeto bei den Südamerikameisterschaften gewann er mit 7,46 m Bronze. Bei den Olympischen Spielen 2004 in Athen wurde er in seiner Qualifikationsgruppe mit 7,42 m 18. und insgesamt 36. der Qualifikation. Mt 8,12 m konnte er 2004 erstmals die 8-Meter-Marke überspringen. 2005 sprang er windunterstützt 8,51 m und unter regulären Windbedingungen 8,29 m. Bei den Weltmeisterschaften 2005 in Helsinki sprang er mit 2,8 m/s Rückenwind 8,20 m und wurde Sechster.
In Moskau bei den Hallenweltmeisterschaften 2006 verbesserte er in Qualifikation und Finale insgesamt fünfmal den südamerikanischen Hallenrekord und gewann mit 8,29 m die Silbermedaille hinter dem Ghanaer Ignisious Gaisah mit 8,30 m und vor dem Italiener Andrew Howe mit 8,19 m. In der Freiluftsaison 2006 gewann er fünf von sechs Golden-League-Sportfesten und den Weltcup.
In der Freiluftsaison 2007 blieb er bis zu den Weltmeisterschaften in Osaka ungeschlagen. Im Finale bei den Weltmeisterschaften übernahm er mit 8,46 m im dritten Versuch die alleinige Führung vor dem Titelverteidiger Dwight Phillips. Im letzten Versuch übertraf ihn Andrew Howe mit 8,47 m. Saladino konnte sich in seinem letzten Versuch, dem letzten Sprung des Wettbewerbs, auf 8,57 m steigern und wurde Weltmeister. Saladino gewann die erste Goldmedaille für Panama bei Leichtathletik-Weltmeisterschaften.
Im August 2008 gewann Saladino Gold im Weitsprung bei den Olympischen Spielen in Peking. Mit 8,34 m übernahm er im vierten Versuch die Führung vor Godfrey Khotso Mokoena und hielt die Führung bis zum Ende des Wettkampfs. Mit diesem Sprung gewann er die erste Goldmedaille für Panama bei Olympischen Spielen überhaupt und die erste Medaille seit den beiden Bronzemedaillen von Lloyd LaBeach 1948.
Danach konnte Saladino nicht mehr an seine Erfolge anknüpfen. Bei den Weltmeisterschaften 2009, den Hallenweltmeisterschaften 2010, den Weltmeisterschaften 2011 und den Olympischen Spielen 2012 in London, wo er keinen gültigen Versuch sprang, schied er jeweils in der Qualifikation aus.
Saladino ist 1,83 m groß und wiegt 70 kg.

## Bestleistungen
- Weitsprung: 8,73 m, 24. Mai 2008, Hengelo
  - Halle: 8,42 m, 13. Februar 2008, Peania (Ostattika, Griechenland)